# Galaktyka Cygaro
Galaktyka Cygaro (Messier 82, M82, NGC 3034) – galaktyka spiralna z poprzeczką w gwiazdozbiorze Wielkiej Niedźwiedzicy. W zakresie podczerwieni jest najjaśniejszą galaktyką na niebie. Messier 82 jest galaktyką gwiazdotwórczą, zachodzi w niej intensywny proces powstawania nowych gwiazd. Galaktyka ta należy do grupy galaktyk M81.

## Charakterystyka fizyczna
Galaktyka Cygaro znajduje się w odległości około 12 milionów lat świetlnych od Ziemi i oddala się z prędkością około 50 km/s. Jej wymiary obserwowane wynoszą 11,2' × 4,3', jasność obserwowana około 8,4m.
Podobnie jak NGC 5195 i NGC 5128 (Centaur A), M82 jest znacznie jaśniejsza w podczerwieni niż w świetle widzialnym.

## Odkrycie i obserwacje

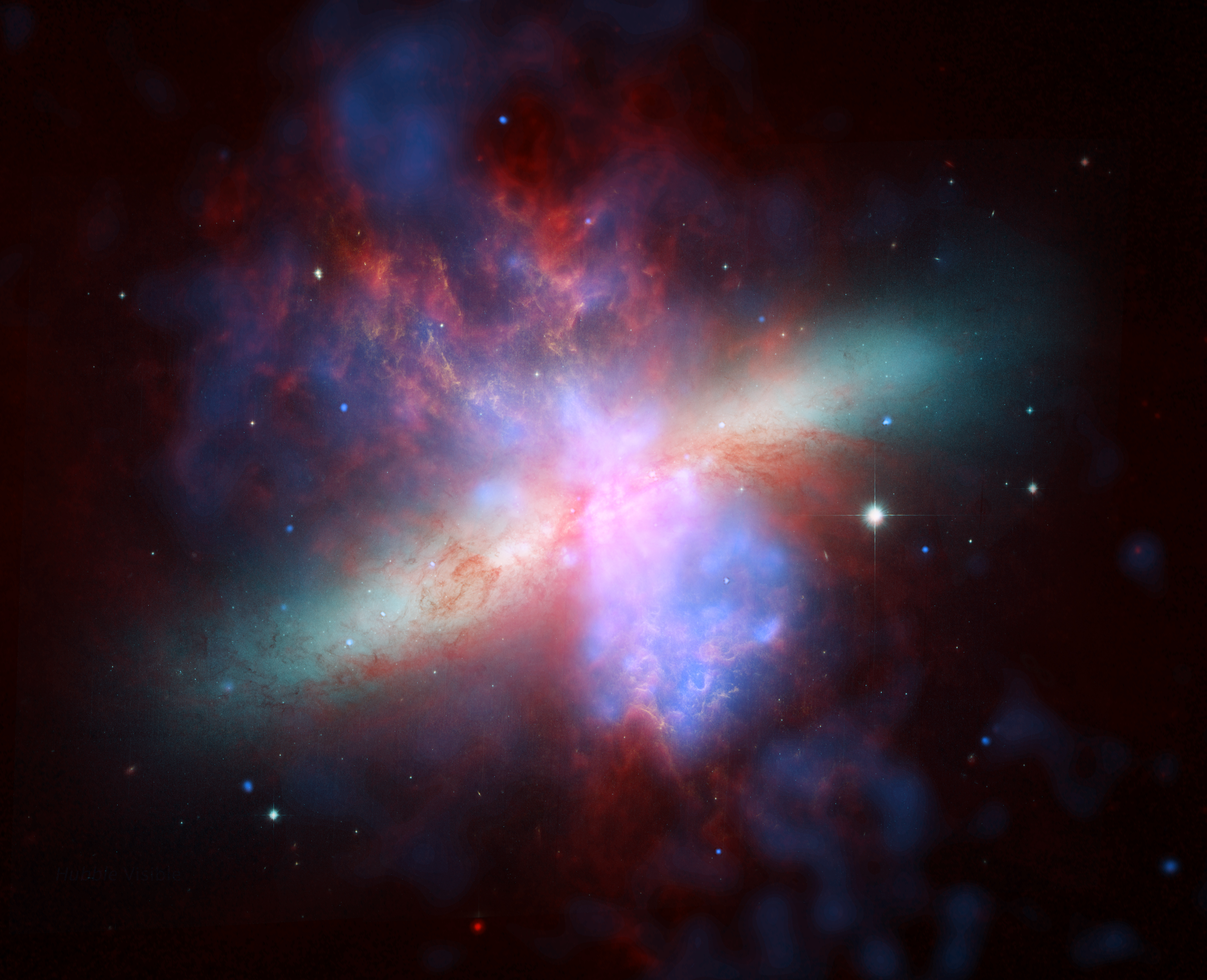
Galaktyka Cygaro w zakresie światła widzialnego, podczerwieni i promieniowania X. Połączenie zdjęć wykonanych przez teleskopy Hubble’a, Spitzera i Chandra.

Galaktykę odkrył 31 grudnia 1774 roku Johann Elert Bode. W sierpniu 1779 niezależnie odkrył ją Pierre Méchain. Po pomiarach z 9 lutego 1781 roku Charles Messier dodał ją do swojego katalogu pod numerem 82.
M82 znajduje się w katalogu Williama Herschela – po obserwacjach z 30 września 1802 nadał jej on oznaczenie H IV.79.
W 1953 roku Henbury Brown odkrył silne źródło szumów radiowych, nazwane potem Ursa Major A (skatalogowane w Third Cambridge Catalogue of Radio Sources jako 3C 231). Ustalono, że jego źródłem jest chmura gorącego gazu otaczająca galaktykę.
Galaktyka Cygaro jest jednym z najpopularniejszych obiektów obserwacji amatorskich.

### Emisja promieniowania X
Obserwacje prowadzone przy użyciu Teleskopu kosmicznego Chandra doprowadziły do odkrycia zmiennej emisji promieniowania X z punktu odległego o około 600 lat świetlnych od centrum galaktyki. Astronomowie uważają, że jest ona spowodowana przez czarną dziurę o masie 200-5000 mas Słońca.
W 2009 roku astronomowie z Obserwatorium Jodrell Bank odkryli nowy, nieznanego typu obiekt w Galaktyce Cygaro. Obiekt ten pojawił się niespodziewanie w paśmie radiowym i nie wykazuje oznak zanikania. Nie przypomina też niczego, co do tej pory obserwowano w obrębie Drogi Mlecznej. Odkrycie to może być pierwszym odkryciem pozagalaktycznego mikrokwazara w paśmie radiowym, jednakże obiekt ten jest znacznie jaśniejszy od mikrokwazarów naszej Galaktyki. Czas trwania tego zjawiska znacznie przewyższa znane rentgenowskie układy podwójne, a także znajduje się w takim regionie Messier 82, w którym nie obserwowano wcześniej zmiennego źródła rentgenowskiego.

### Czarne dziury
Centralny obszar Messier 82 zawiera dwa interesujące jasne źródła promieniowania rentgenowskiego. Źródła te mogą być powiązane z dwiema czarnymi dziurami o masach pośrednich pomiędzy czarnymi dziurami pochodzenia gwiazdowego a supermasywnymi czarnymi dziurami znajdującymi się w jądrach galaktyk. Dziury te nie opadły do jądra Messier 82 i mogą stanowić pierwsze znane przykłady składników niezbędnych do zbudowania supermasywnych czarnych dziur.
Pierwsza czarna dziura (X42.3+59) znajduje się w odległości szacowanej na 290 lat świetlnych od jądra M82, a jej masa wynosi od 12 000 do 43 000 mas Słońca. Nie mogła ona powstać wraz z galaktyką, gdyż przy tak niewielkiej odległości od centrum i masie przekraczającej 30 000 mas Słońca powinna już dawno zostać wciągnięta do jądra galaktyki. Dane obserwacyjne wskazują, że obroniła się ona przed przyciąganiem przez supermasywną czarną dziurę w jądrze M82.
Druga czarna dziura (X41.4+60) znajduje się w odległości około 600 lat świetlnych od centrum M82. Masa tej czarnej dziury mieści się w zakresie od 200 do 800 mas Słońca. Ponieważ jest ona pochylona pod kątem pomiędzy 60° a 80° względem obserwatora na Ziemi, jej dysk akrecyjny obserwujemy prawie dokładnie z boku. Jednak efekty relatywistyczne szybko wirującej czarnej dziury powodują, że dysk widziany pod tak ostrym kątem jest prawie tak samo jasny, jakby był widziany z góry.

### Ramiona
W 2005 roku zaobserwowano dwa symetryczne ramiona galaktyki. Odkryto je na zdjęciach w zakresie bliskiej podczerwieni. Wcześniejsze ich odkrycie uniemożliwiła duża jasność galaktyki.
Przed odkryciem ramion M82 była klasyfikowana jako galaktyka nieregularna typu Ir-II lub I0.

## Zderzenie z M81 i jego konsekwencje

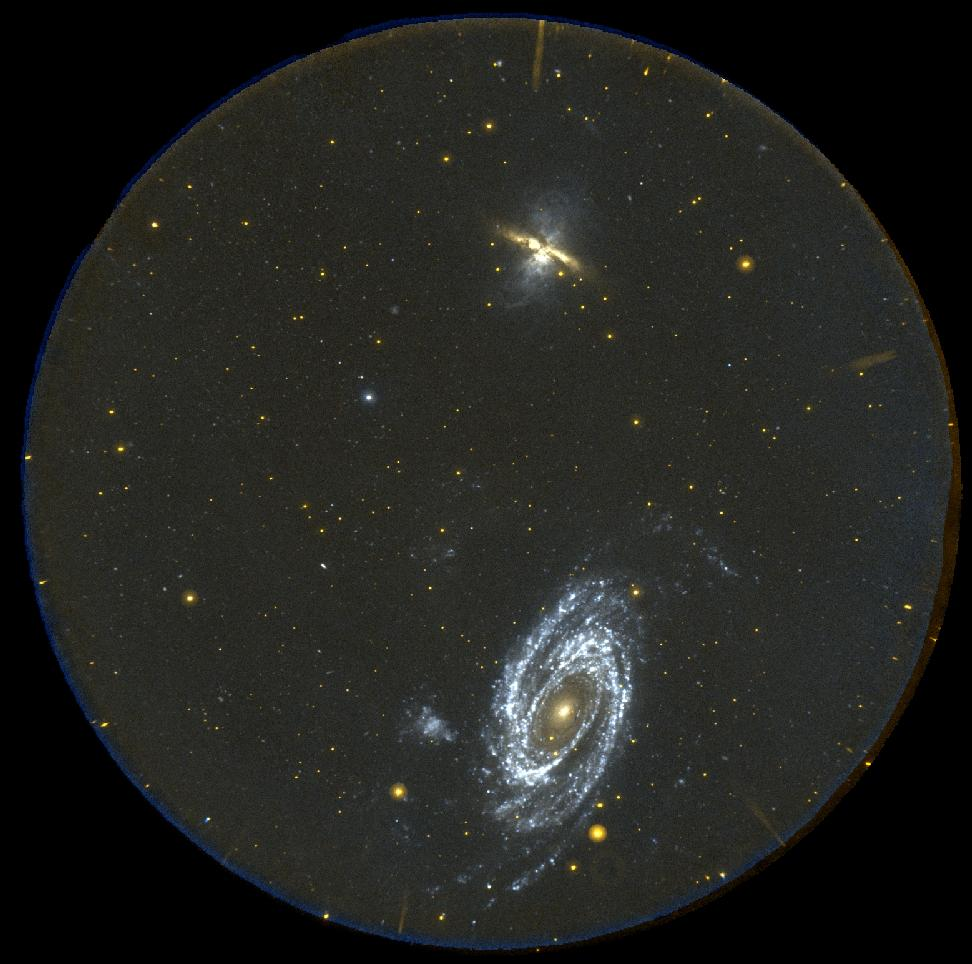
Galaktyka Cygaro i M81. Zdjęcie wykonane przez satelitę GALEX.

Dzięki obserwacjom przy pomocy Teleskopu Hubble’a odkryto ponad 100 młodych gromad kulistych. Proces ich formowania został prawdopodobnie wywołany oddziaływaniem z Galaktyką Bodego (Messier 81) – obecnie obie galaktyki dzieli zaledwie około 150 tysięcy lat świetlnych.
Około 600 milionów lat temu niedoszła kolizja Galaktyki Cygaro z M81 rozpoczęła w niej gwałtowne procesy gwiazdotwórcze. Niezliczone ilości gwiazd rozpoczęły krótki żywot zakończony często supernowymi. Wybuchy wyrzuciły ogromne ilości rozgrzanego gazu na odległości rzędu dziesiątek tysięcy lat świetlnych. Szacuje się, że poszczególne części tego obłoku materii poruszają się z prędkością ponad półtora miliona kilometrów na godzinę.
Najprawdopodobniej w ten sposób M82 stała się galaktyką nieregularną.
Na zdjęciach wykonanych w marcu 2006 przez Kosmiczny Teleskop Spitzera widać olbrzymie obłoki dymistego pyłu wyrzucane przez gwiazdy. Tworzą go policykliczne węglowodory aromatyczne występujące na Ziemi w procesie spalania. W galaktyce produkowane są przez gwiazdy, a wiatry gwiazdowe i promieniowanie wyrzucają je w przestrzeń.

## Supernowe
W Galaktyce Cygaro zarejestrowano do tej pory dwa potwierdzone przypadki supernowej:
- SN 2004am: odkryto ją na zdjęciach z 21 listopada 2003 roku. Miała wtedy jasność 17m,
- SN 2014J: odkryta 21 stycznia 2014 roku[11].

W 1986 Lefborsky, Rieke i Kailey ogłosili odkrycie supernowej w M82. Nadano jej oznaczenie SN 1986D. Okazało się jednak, że był to fałszywy alarm.

17 kwietnia 2009, na podstawie obserwacji wykonanych w paśmie fal radiowych 24 marca 2008, wykryto prawdopodobną supernową SN 2008iz, nie była ona widoczna w świetle widzialnym.

W czerwcu 2009, również na falach radiowych, zaobserwowano zjawisko, które mogło być oznaką eksplozji supernowej, nie było jednak widoczne w innych zakresach fal.